# Carlos Láscarez
Carlos Francisco Láscarez Villalobos (San José; 17 de abril de 1931-Toluca de Lerdo; 19 de febrero de 2014) fue un futbolista costarricense en el puesto de delantero.

## Trayectoria
inició su carrera en 1950 en el Saprissa. En 1953 se mudó a México, donde estuvo inicialmente bajo contrato con el  Toluca.
En 1957 pasó con el recién ascendido Monarcas Morelia, donde terminó su carrera en 1965.

## Clubes
| Club             | País       | Año       |
| ---------------- | ---------- | --------- |
| Saprissa         | Costa Rica | 1950-1953 |
| Toluca           | México     | 1953-1957 |
| Monarcas Morelia | México     | 1957-1965 |

## Palmarés

### Títulos nacionales
| Título           | Equipo   | País       | Año     |
| ---------------- | -------- | ---------- | ------- |
| Primera División | Saprissa | Costa Rica | 1952    |
| Primera División | Saprissa | Costa Rica | 1953    |
| Copa México      | Toluca   | México     | 1955-56 |

### Títulos internacionales
| Título                                  | Equipo     | Sede       | Año  |
| --------------------------------------- | ---------- | ---------- | ---- |
| Campeonato Centroamericano y del Caribe | Costa Rica | Costa Rica | 1953 |